# Станиславув (Билгорайский повет)
Станиславув (пол. Stanisławów) — деревня в Билгорайском повете Люблинского воеводства Польши. Входит в состав гмины Юзефув. По данным переписи 2011 года, в деревне проживал 601 человек.

## География
Деревня расположена на юго-востоке Польши, в пределах центральной части Расточья, на расстоянии приблизительно 28 километров к востоку от города Билгорай, административного центра повета. Абсолютная высота — 299 метров над уровнем моря. К югу от населённого пункта проходит региональная автодорога 853.

## История
Основана в 1791 году Анджеем Замойским. Название восходит к имени сына основателя — Станислава Костки Замойского. В 1827 году в Станиславуве имелся 41 дом и проживало 252 человека. В период с 1975 по 1998 годы деревня входила в состав Замойского воеводства.
В 1970-е — 1980-е годы Станиславув, находясь недалеко от Длуги-Конта, где находится завод пустотелых блоков «Префабет», как и все окружающие деревни очень быстро развивался. В конце 80-х годов здесь построена римско-католическая церковь.

## Население
Демографическая структура по состоянию на 31 марта 2011 года:
|         | Всего | До трудоспособного возраста | Трудоспособного возраста | Старше трудоспособного возраста |
| ------- | ----- | --------------------------- | ------------------------ | ------------------------------- |
| Мужчины | 308   | 70                          | 207                      | 31                              |
| Женщины | 293   | 66                          | 155                      | 72                              |
| Всего   | 601   | 136                         | 362                      | 103                             |